# Aeroportul San Sebastián
Aeroportul San Sebastián (IATA: EAS, ICAO: LESO) este un aeroport din Hondarribia⁠(d), Bidasoaldea⁠(d), Provincia Guipúzcoa, Comunitatea Autonomă a Țării Basce, Spania ce deservește zona San Sebastián. Aeroportul a fost tranzitat în 2022 de 383.584 de pasageri. A fost deschis în 22 august 1955 și numit după zona deservită.
Situat la o altitudine de 5 m, aeroportul dispune de 1 pistă. Este operat de ENAIRE⁠(d).

## Infrastructură

### Piste
Aeroportul dispune de o singură pistă. Pista 05/23 are suprafața de asfalt și dimensiunile 1.754 m × . 